# Прондзиньский, Чеслав
Чеслав Прондзиньский (пол. Czesław Prądzyński; род. 24 августа 1960, Piece, Pomeranian Voivodeship, Поморское воеводство) — польский легкоатлет, специалист по бегу на короткие дистанции. Выступал за сборную Польши по лёгкой атлетике в 1977—1987 годах, обладатель бронзовой медали турнира «Дружба-84», многократный победитель и призёр первенств республиканского значения, действующий рекордсмен страны в эстафете 4 × 200 метров в помещении.

## Биография
Чеслав Прондзиньский родился 24 августа 1960 года в деревне Пеце сельской гмины Калиска, Польша. Занимался лёгкой атлетикой в Калише, позднее переехал на постоянное жительство в Варшаву, представлял столичный клуб «Легия».
Впервые заявил о себе на международном уровне в сезоне 1977 года, когда вошёл в состав польской сборной и выступил в эстафете 4 × 400 метров на юниорском европейском первенстве в Донецке.
В 1979 году бежал 200 метров на юниорском европейском первенстве в Быдгоще, занял итоговое девятое место.
В 1982 году впервые стал чемпионом Польши на дистанции 200 метров, впоследствии ещё несколько раз выигрывал национальное первенство в дисциплинах 100 и 200 метров.
В 1983 году в беге на 200 метров дошёл до полуфинала на чемпионате Европы в помещении в Будапеште. Стартовал на впервые проводившемся чемпионате мира по лёгкой атлетике в Хельсинки — в программе эстафеты 4 × 100 метров показал шестой результат. Также в этом сезоне в эстафете 4 × 100 метров занял третье место на Кубке Европы в Лондоне.
В феврале 1984 года на международных соревнованиях в Турине установил ныне действующий национальный рекорд Польши в эстафете 4 × 200 метров в помещении — 1:26.08. Участвовал в чемпионате Европы в помещении в Гётеборге. Рассматривался в качестве кандидата на участие в летних Олимпийских играх в Лос-Анджелесе, однако Польша вместе с несколькими другими странами восточного блока бойкотировала эти соревнования по политическим причинам. Вместо этого Прондзиньский выступил на альтернативном турнире «Дружба-84» в Москве — в беге на 200 метров в финал не вышел, тогда как в эстафете 4 × 100 метров вместе с соотечественниками завоевал бронзовую награду, уступив только командам СССР и Кубы.
В 1987 году принял участие в Кубке Европы в Праге, стал восьмым в дисциплине 200 метров и четвёртым в эстафете 4 × 100 метров.
Завершил спортивную карьеру по окончании сезона 1988 года.